# Cyaneidae
Cyaneidae — семейство сцифоидных из отряда дискомедуз (Semaeostomeae). Включает около 20 видов, в том числе знаменитую волосистую цианею.

## Систематика
Традиционно в это семейство включают род Drymonema, но он был выделен в отдельное семейство — Drymonematidae.
- Cyanea
  - Cyanea annasethe Haeckel 1880
  - Cyanea annaskala von Lendenfeld,1884
  - Cyanea buitendijki Stiasny, 1919
  - Волосистая цианея (Cyanea capillata) (Linnaeus, 1758)
  - Cyanea citrae (Kishinouye, 1910)
  - Cyanea ferruginea Eschscholtz, 1929
  - Cyanea fulva Agassiz, 1862
  - Cyanea lamarckii Péron & Lesueur, 1809
  - Cyanea mjobergi Stiasny 1921
  - Cyanea muellerianthe Haacke, 1887
  - Cyanea nozakii Kishinouye, 1891
  - Cyanea postelsi Brandt, 1838
  - Cyanea purpurea Kishinouye, 1910
  - Cyanea rosea Quoy & Gaimard 1824
  - Cyanea tzetlinii Kolbasova & Neretina 2015
- Desmonema
  - Desmonema chierchianum Vanhöffen 1888
  - Desmonema comatum Larson 1986 
  - Desmonema gaudichaudi (Lesson 1832)
  - Desmonema glaciale Larson 1986
  - Desmonema scoresbyanna Gershwin & Zeidler 2008